# Glendys Mina
Glendys Mina (n. Guayaquil, Ecuador; 25 de febrero de 1996) es un futbolista ecuatoriano. Juega de defensa lateral izquierdo y su equipo actual es Mushuc Runa Sporting Club de la Serie A de Ecuador.

## Trayectoria
Empezó su carrera futbolística en el equipo de la provincia de Cañar en el año 2012, hizo las divisiones formativas en Ciudadelas del Norte, en la sub-14, la sub-16, en la sub-18 y posteriormente en la sub-20, con el equipo principal estuvo en 2014. En esas temporadas el club disputaba la Segunda Categoría de Cañar. En su estadía logró el título provincial 2015 y los subtítulos de 2014 y 2016.
En el 2017 llegó al Club Deportivo Fiorentina para disputar el torneo provincial, en agosto de ese año llegó a préstamo a Club Deportivo y Social Santa Rita que estaba disputando los zonales.
Tuvo un paso por Liga de Loja de la Serie B en la temporada 2018, ahí debutó en la categoría de la mano de Roberto Gamarra, fue pieza fundamental en algunos partidos y logró marcar en dos ocasiones ante el Manta Fútbol Club el 12 de septiembre, rescatando el empate 1–1 al minuto 90+1. También le convirtió a Fuerza Amarilla Sporting Club el 21 de noviembre.
Su buena actuación con el equipo lojano lo llevó a ser fichado por el equipo de Serie A de Tungurahua, el Mushuc Runa, bajo el mando de Geovanny Cumbicus tuvo su debut en el primer equipo en la máxima categoría del fútbol ecuatoriano el 12 de febrero de 2019, en el partido de la fecha 1 de la LigaPro Banco Pichincha ante el América de Quito, fue titular aquel partido que terminó en victoria de Mushuc Runa por 0–1. Marcó su primer gol en la Serie A el 12 de mayo de 2019 en la fecha 13, convirtió el segundo gol de Mushuc Runa en la derrota como local ante Técnico Universitario por 3–4.
En la temporada 2020 es ratificado en el ponchito. También disuptó algunos partidos de la Copa Ecuador. Tuvo su primera experiencia internacional también con Mushuc Runa, jugó el partido de ida de la primera fase de la Copa Sudamericana 2019 ante Unión Española de Chile.

## Estadísticas

### Clubes
Actualizado al último partido disputado el 19 de agosto de 2025.
| Club                           | Div.          | Temporada     | Liga  | Liga  | Copas nacionales | Copas nacionales | Copas internacionales | Copas internacionales | Total | Total |
| Club                           | Div.          | Temporada     | Part. | Goles | Part.            | Goles            | Part.                 | Goles                 | Part. | Goles |
| ------------------------------ | ------------- | ------------- | ----- | ----- | ---------------- | ---------------- | --------------------- | --------------------- | ----- | ----- |
| Ciudadelas del Norte · Ecuador | 3.ª           | 2013          | 10    | 3     | Inexistentes     | Inexistentes     | Inexistentes          | Inexistentes          | 10    | 3     |
| Ciudadelas del Norte · Ecuador | 3.ª           | 2014          | 26    | 4     | Inexistentes     | Inexistentes     | Inexistentes          | Inexistentes          | 26    | 4     |
| Ciudadelas del Norte · Ecuador | 3.ª           | 2015          | 15    | 1     | Inexistentes     | Inexistentes     | Inexistentes          | Inexistentes          | 15    | 1     |
| Ciudadelas del Norte · Ecuador | 3.ª           | 2016          | 18    | 0     | Inexistentes     | Inexistentes     | Inexistentes          | Inexistentes          | 18    | 0     |
| Ciudadelas del Norte · Ecuador | Total club    | Total club    | 69    | 8     | 0                | 0                | 0                     | 0                     | 69    | 8     |
| Fiorentina · Ecuador           | 3.ª           | 2017          | 15    | 0     | Inexistentes     | Inexistentes     | Inexistentes          | Inexistentes          | 15    | 0     |
| Fiorentina · Ecuador           | Total club    | Total club    | 15    | 0     | 0                | 0                | 0                     | 0                     | 15    | 0     |
| Santa Rita · Ecuador           | 2.ª           | 2017          | 5     | 0     | Inexistentes     | Inexistentes     | Inexistentes          | Inexistentes          | 5     | 0     |
| Santa Rita · Ecuador           | Total club    | Total club    | 5     | 0     | 0                | 0                | 0                     | 0                     | 5     | 0     |
| Liga de Loja · Ecuador         | 2.ª           | 2018          | 30    | 2     | Inexistentes     | Inexistentes     | Inexistentes          | Inexistentes          | 30    | 2     |
| Liga de Loja · Ecuador         | Total club    | Total club    | 30    | 2     | 0                | 0                | 0                     | 0                     | 30    | 2     |
| Mushuc Runa · Ecuador          | 1.ª           | 2019          | 23    | 1     | 3                | 0                | 1                     | 0                     | 27    | 1     |
| Mushuc Runa · Ecuador          | 1.ª           | 2020          | 25    | 0     | —                | —                | Inexistentes          | Inexistentes          | 25    | 0     |
| 9 de Octubre · Ecuador         | 1.ª           | 2021          | 18    | 0     | 0                | 0                | 0                     | 0                     | 18    | 0     |
| 9 de Octubre · Ecuador         | 1.ª           | 2022          | 17    | 0     | 7                | 0                | 5                     | 0                     | 29    | 0     |
| 9 de Octubre · Ecuador         | Total club    | Total club    | 35    | 0     | 7                | 0                | 5                     | 0                     | 47    | 0     |
| Orense · Ecuador               | 1.ª           | 2023          | 24    | 0     | 0                | 0                | —                     | —                     | 24    | 0     |
| Orense · Ecuador               | Total club    | Total club    | 24    | 0     | 0                | 0                | 0                     | 0                     | 24    | 0     |
| Macará · Ecuador               | 1.ª           | 2024          | 11    | 0     | 0                | 0                | —                     | —                     | 11    | 0     |
| Macará · Ecuador               | Total club    | Total club    | 11    | 0     | 0                | 0                | 0                     | 0                     | 11    | 0     |
| Libertad F. C. · Ecuador       | 1.ª           | 2024          | 13    | 0     | 3                | 0                | —                     | —                     | 16    | 0     |
| Libertad F. C. · Ecuador       | Total club    | Total club    | 13    | 0     | 3                | 0                | 0                     | 0                     | 16    | 0     |
| Mushuc Runa · Ecuador          | 1.ª           | 2025          | 21    | 0     | 0                | 0                | 9                     | 0                     | 30    | 0     |
| Mushuc Runa · Ecuador          | Total club    | Total club    | 69    | 1     | 3                | 0                | 10                    | 0                     | 82    | 1     |
| Total carrera                  | Total carrera | Total carrera | 271   | 11    | 13               | 0                | 15                    | 0                     | 299   | 11    |
| 1. 2.                          |               |               |       |       |                  |                  |                       |                       |       |       |

### Participaciones internacionales
| Torneo                 | Club         | Resultado      |
| ---------------------- | ------------ | -------------- |
| Copa Sudamericana 2019 | Mushuc Runa  | Primera fase   |
| Copa Sudamericana 2022 | 9 de Octubre | Fase de grupos |

## Palmarés

### Campeonatos provinciales
| Título                     | Club                 | País    | Año  |
| -------------------------- | -------------------- | ------- | ---- |
| Segunda Categoría de Cañar | Ciudadelas del Norte | Ecuador | 2015 |